# Kurar

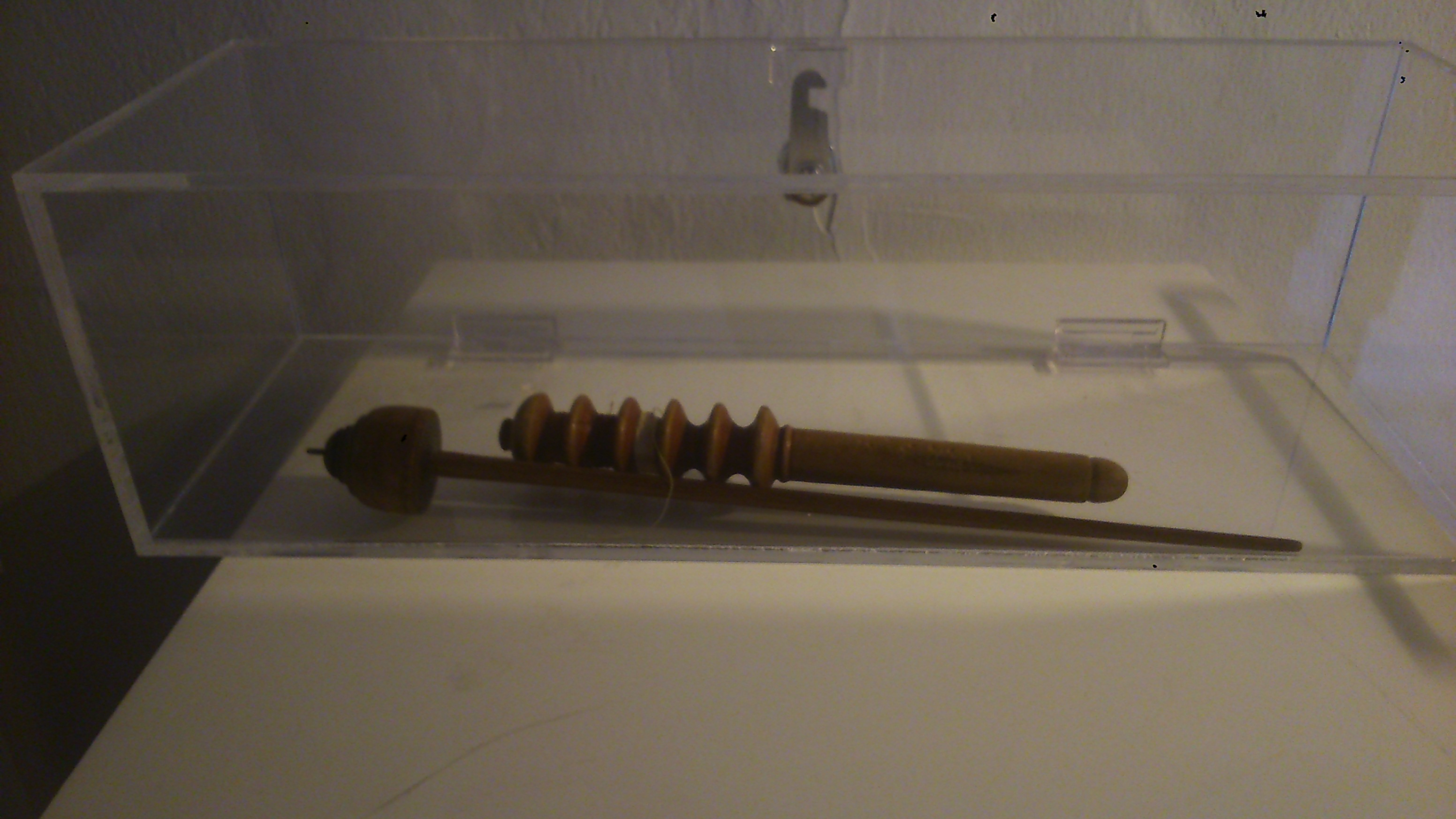
Narzędzia tkaczek

Kurar (arab. كورار, kūrār) – sztuka wytwarzania taśmy używanej w Bahrajnie do ozdoby świątecznych strojów.
Taśma pleciona jest przez grupę (minimum 3) kobiet, ze złotych, srebrnych i jedwabnych nici. Szerokość taśmy zależy od liczby kobiet pracujących w zespole.
Wyrób taśmy podzielony jest na trzy etapy. Pierwszy z nich to przygotowanie nici, obejmujący ich odpowiednie splecenie (z czterech pojedynczych nici powstaje jedna do tkania). Następnie przystępuje się do głównego etapu, w którym  kilka kobiet, siedząc w rzędzie przepuszcza nici między palcami i, przekładając ręce z sąsiadkami, plecie odpowiedni wzór a jedna, siedząc naprzeciw nich, zbiera przeplecione nici w taśmę i dociska je za pomocą trzymanej w ręku igły. Utkana taśma jest wygładzana i polerowana przez uderzanie odpowiednim „kamieniem”. Gotową taśmę przyszywa się do  obrzeży stroju. 

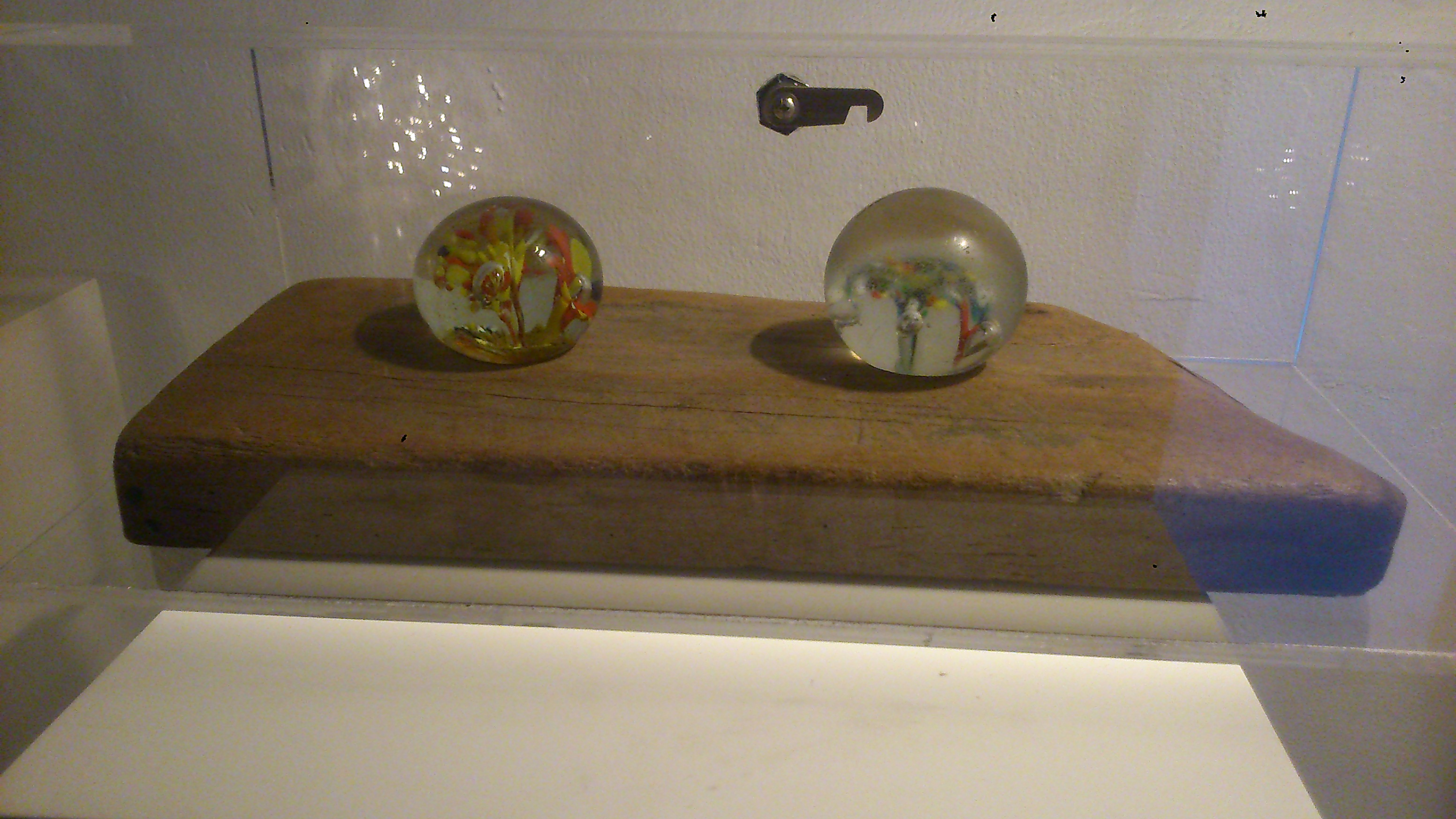
„Kamienie” używane do wygładzania i zmiękczania taśmy

Produkcja ozdoby do jednego stroju zajmowała około 3 dni. Współcześnie sztuka ta zanika, wypierana przez ozdoby produkowane przemysłowo.